# João das Botas
João das Botas, sobrenom del João Francisco de Oliveira (Itaparica, segle xix - ?, segle xix), va ser un soldat brasiler, heroi de la Guerra d'Independència del Brasil. Va obtenir el rang de segon tinent de marina.
En el context de les lluites de la Guerra de la Independència a la província de Bahia, va lluitar contra l'armada del Regne de Portugal a les aigües de la badia de Todos os Santos, especialment en el tram entre la platja de Ponta da Areia i la ribera del riu Paraguaçu.

## Biografia

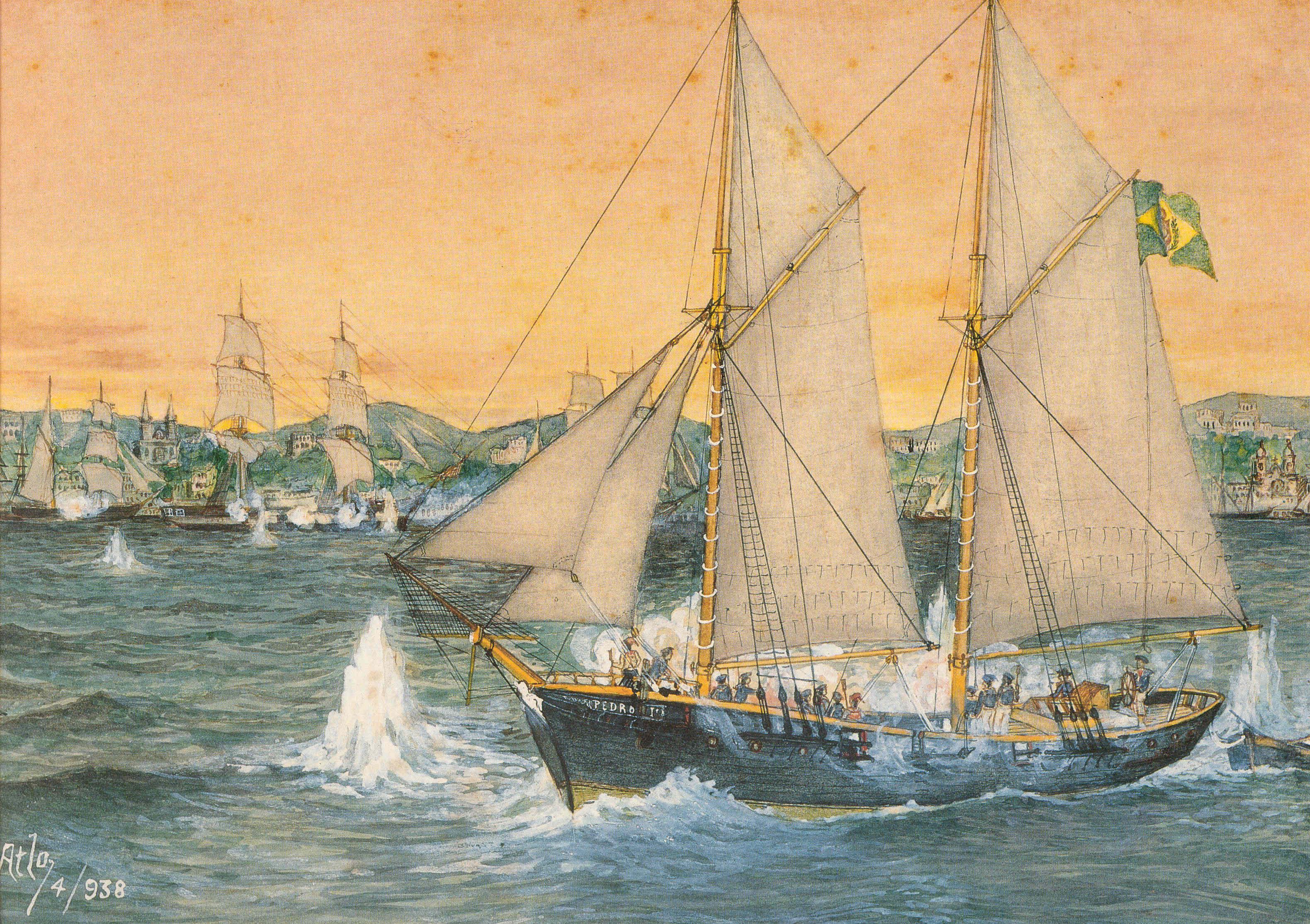
El "Pedro I", principal vaixell de la incipient Marina del Brasil, enfrontant-se el 1823 a la flota portuguesa a les costes d'Itaparica.

Poc se sap sobre la vida de João Francisco de Oliveira anterior a la declaració d'independència. Pertanyia a les forces armades portugueses destacades a Salvador, que el 1822 eren regides pel governador d'armes de Bahia, Inácio Luís Madeira de Melo. Va ocupar diversos càrrecs a l'arsenal de marina i va ser auxiliar del patró major del port, sent el responsable de les embarcacions menors que hi operaven. Finalment va ser nomeant segon tinet de la marina real portuguesa. Quan el 1822 va començar la revolta independentista a Bahia, va conspirar per derrocar la Junta que governava la província, però fou empresonat.
Quan és alliberat, s'incorpora al servei de l'armada del nou Imperi del Brasil, on va destacar com un dels principals responsables de la defensa naval de l'illa d'Itaparica. Encara que la flota brasilera es trobava en inferioritat numèrica —i a més de comptar amb poques naus, eren menors i pitjor equipades que les contrincants lusitanes—, João das Botas va aprofitar els seus coneixements i experiència feinejant a les aigües de la badia per a dissenyar una estratègia capaç d'impedir el desembarcament dels portuguesos a l'illa, al mateix temps que mantenia ferm el cèrcol sobre Salvador. La resistència d'Oliveira i els seus 800 homes va resultar clau en la capitulació dels europeus, el 2 de juliol de 1823.
Juntament amb l'almirall britànic Lord Thomas Cochrane, Comandant Primer de la recentment creada Marina del Brasil, João das Botas és considerat un dels primers herois de guerra de l'Imperi del Brasil. Oliveira també va participar en la Guerra Cisplatina, que va enfrontar el seu país i les Províncies Unides del Riu de la Plata (1825-1828).

## Homenatges

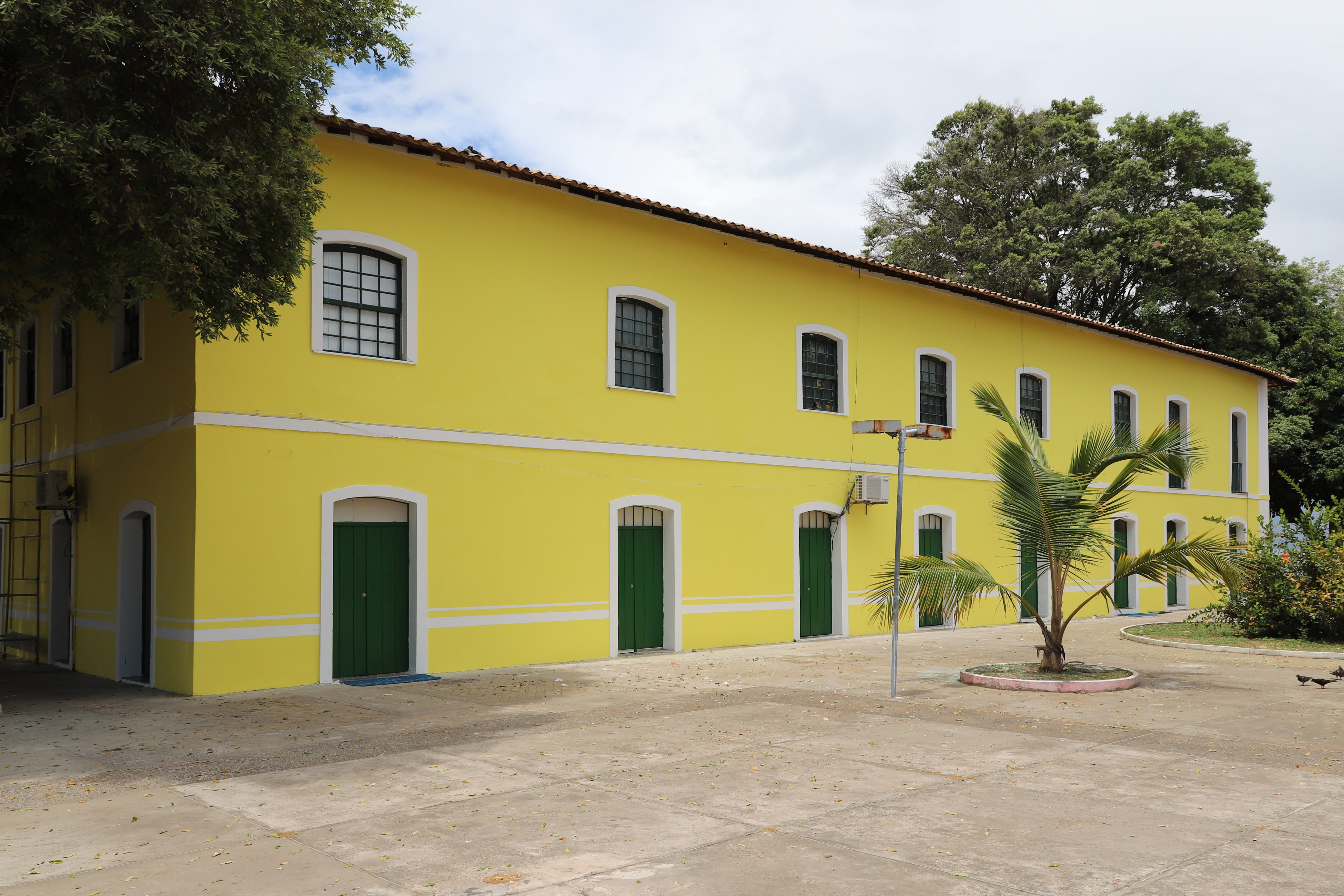
Sobrado Tenente João das Botas, a Itaparica.

En el seu honor, se celebra anualment una competició nàutica a Salvador, la Regata João das Botas. La ciutat d'Itaparica recorda al mariner en diferents llocs: el pont que uneix l'illa amb el continent duu el seu nom i un edifici històric del casc antic, propietat municipal i protegit per l'IPHAN, és conegut com Sobrado Tenente João das Botas.
El 26 de juliol de 2018 va ser declarat Heroi de la Pàtria Brasilera per la Llei Federal núm. 13.697, amb el seu nom inscrit al Llibre d'Acer que es troba al Panteó de la Pàtria i de la Llibertat Tancredo Neves, situat a Brasília, Districte Federal.